# Clasificación para la Copa Asiática 1960
La clasificación para la Copa Asiática 1960 se llevó a cabo entre diciembre de 1959 y abril de 1960. La selección de Corea del Sur clasificó automáticamente en su condición de anfitrión y campeón defensor.
El formato utilizado fue una única etapa de grupos, donde el mejor equipo de cada zona obtenía el cupo para disputar el torneo a realizarse en Corea del Sur.

## Zonas
| Zona Central                                                                             | Zona Oriental                                  | Zona Occidental                                          |
| ---------------------------------------------------------------------------------------- | ---------------------------------------------- | -------------------------------------------------------- |
| Birmania * Camboya * Indonesia ** Federación Malaya Singapur Vietnam del Sur Tailandia * | Hong Kong Japón * Filipinas República de China | Afganistán * Ceilán * India Irán Israel Nepal * Pakistán |

- * Abandonó
- **  Indonesia se retiró por la disputa por la membresía con la AFC.[1]

## Clasificación
Cuatro selecciones clasificarían al torneo de 1960. Corea del Sur, como selección local y campeón defensor, clasificó automáticamente. 10 selecciones se enfrentaron por las tres plazas restantes.

### Zona Oeste (India)
| Equipo   | Pts | PJ | PG | PE | PP | GF | GC | Dif |
| -------- | --- | -- | -- | -- | -- | -- | -- | --- |
| Israel   | 8   | 6  | 3  | 2  | 1  | 10 | 8  | +2  |
| Irán     | 7   | 6  | 3  | 1  | 2  | 12 | 10 | +2  |
| Pakistán | 5   | 6  | 2  | 1  | 3  | 8  | 10 | −2  |
| India    | 4   | 6  | 2  | 0  | 4  | 7  | 9  | −2  |

| Fecha                   | Lugar              |          |  | Resultado |  |          |
| ----------------------- | ------------------ | -------- |  | --------- |  | -------- |
| 5 de diciembre de 1959  | Ernakulam (Kerala) | Irán     |  | 3:0       |  | Israel   |
| 6 de diciembre de 1959  | Ernakulam (Kerala) | India    |  | 1:0       |  | Pakistán |
| 8 de diciembre de 1959  | Ernakulam (Kerala) | India    |  | 1:3       |  | Israel   |
| 9 de diciembre de 1959  | Ernakulam (Kerala) | Pakistán |  | 4:1       |  | Irán     |
| 10 de diciembre de 1959 | Ernakulam (Kerala) | Israel   |  | 2:0       |  | Pakistán |
| 11 de diciembre de 1959 | Ernakulam (Kerala) | India    |  | 3:1       |  | Irán     |
| 12 de diciembre de 1959 | Ernakulam (Kerala) | Israel   |  | 1:1       |  | Irán     |
| 13 de diciembre de 1959 | Ernakulam (Kerala) | India    |  | 0:1       |  | Pakistán |
| 15 de diciembre de 1959 | Ernakulam (Kerala) | Irán     |  | 4:1       |  | Pakistán |
| 16 de diciembre de 1959 | Ernakulam (Kerala) | India    |  | 1:2       |  | Israel   |
| 17 de diciembre de 1959 | Ernakulam (Kerala) | Pakistán |  | 2:2       |  | Israel   |
| 18 de diciembre de 1959 | Ernakulam (Kerala) | India    |  | 1:2       |  | Irán     |

### Zona Centro (Singapur)
| Equipo            | Pts | PJ | PG | PE | PP | GF | GC | Dif |
| ----------------- | --- | -- | -- | -- | -- | -- | -- | --- |
| Vietnam del Sur   | 4   | 2  | 2  | 0  | 0  | 5  | 1  | +4  |
| Federación Malaya | 2   | 2  | 1  | 0  | 1  | 5  | 3  | +2  |
| Singapur          | 0   | 2  | 0  | 0  | 2  | 3  | 9  | −6  |

| Fecha               | Lugar    |                 |                     | Resultado |  |                   |
| ------------------- | -------- | --------------- | ------------------- | --------- |  | ----------------- |
| 15 de abril de 1960 | Singapur | Singapur        | Bandera de Singapur | 1:4       |  | Vietnam del Sur   |
| 18 de abril de 1960 | Singapur | Vietnam del Sur |                     | 1:0       |  | Federación Malaya |
| 21 de abril de 1960 | Singapur | Singapur        | Bandera de Singapur | 2:5       |  | Federación Malaya |

### Zona Este (Filipinas)
| Equipo             | Pts | PJ | PG | PE | PP | GF | GC | Dif |
| ------------------ | --- | -- | -- | -- | -- | -- | -- | --- |
| República de China | 4   | 2  | 2  | 0  | 0  | 14 | 8  | +6  |
| Hong Kong          | 2   | 2  | 1  | 0  | 1  | 11 | 7  | +4  |
| Filipinas          | 0   | 2  | 0  | 0  | 2  | 4  | 14 | −10 |

| Fecha               | Lugar  |                    |                                  | Resultado |                                  |                    |
| ------------------- | ------ | ------------------ | -------------------------------- | --------- | -------------------------------- | ------------------ |
| 13 de abril de 1960 | Manila | Filipinas          |                                  | 4:7       | Bandera de la República de China | República de China |
| 15 de abril de 1960 | Manila | Filipinas          |                                  | 0:7       |                                  | Hong Kong          |
| 18 de abril de 1960 | Manila | República de China | Bandera de la República de China | 7:4       |                                  | Hong Kong          |

## Equipos clasificados
| Bandera de Israel | Bandera de Vietnam del Sur | Bandera de la República de China |
| Israel            | Vietnam del Sur            | República de China               |